# Политические партии Италии
Политические партии Италии — политические организации (объединения), действующие на территории Италии. Согласно статье 49 Конституции Итальянской Республики политическая партия это свободное объединение граждан, реализующих своё право «демократическим путём содействовать определению национальной политики». По результатам парламентских выборов 2013 года хотя бы в одной из палат итальянского парламента представлены 25 партий, в том числе региональные и эмигрантские.
Для современной Италии характерна развитая многопартийная система (активно действует около 50 политических партий). Деятельность партий, участвующих в выборах, финансируется за счёт налогов по выбору самих налогоплательщиков. Крупнейшие партии страны, не обладая абсолютным большинством в парламенте, вынуждены формировать коалиционные правительства с менее крупными партиями. Пропаганда фашизма и деятельность фашистских организаций запрещена законом.

## История

### Партии Королевства Италия
Первыми политическими партиями Италии стали консервативная «Правая» и либеральная «Левая». Созданные ещё в 1849 году как партии Сардинского королевства, после провозглашения в 1861 году единого Королевства Италия они стали общеитальянскими организациями.
Первые 15 лет в итальянской политической жизни доминировала партия «Правая», организатором которой был граф Камилло Бенсо ди Кавур, премьер-министр Сардинского королевства, а затем глава первого итальянского правительства, сыгравший исключительную роль в объединении Италии под властью сардинского монарха. Идеология партии основывалась на идеях своего основателя. Правые выступали за свободную торговлю, «административную централизацию» и унификацию законодательства, развитие инфраструктуры и сбалансированный государственный бюджет. В области внешней политики правые были поглощены проблемой завершения объединения Италии, первоначально делая ставку на близкие отношения с Францией, но позже склонились к пропрусской ориентации. С 1861 по 1876 год правые имели большинство мест в Палате депутатов, лишь дважды, оба раза на короткое время, уступая своим оппонентам из «Левой» пост премьер-министра. Ситуация изменилась после так называемой «Парламентской революции» 1876 года и последовавших за ней досрочных выборов, на которых левые одержали оглушительную победу, впервые получив большинство мест в парламенте. После этого «Правая» на четверть века превратилась во вторую партию страны.
После отставки с поста премьер-министра Марко Мингетти в марте 1876 года доминирующей силой в итальянской политике стала партия «Левая». Левые беспрерывно находились у власти в период с 25 марта 1876 года по 6 февраля 1891 года, при этом партия имела большинство в итальянском парламенте 43 года подряд, в первый раз проиграв выборы в 1919 году. «Левая» выступала за демократизацию и модернизацию государства и страны, в частности за расширение избирательных прав, секуляризацию Италии и уменьшение влияния Католической церкви. В социальной сфере левые выступали в защиту прав работников и за более активную социальную политику. В сфере экономики «Левая» поддерживала снижение налогов и протекционизм с целью стимулировать промышленное развитие страны. Левые правительства Депретиса и Криспи начали строительство Итальянской колониальной империи, что привело к конфликту с Францией, которая также как и Италия колонизировала Северную Африку. Вопреки традиционному для либералов недоверию к Центральным державам, в первую очередь Австро-Венгрии, именно они осуществили резкой поворот во внешней политике Италии, заключив с Германией и Австро-Венгрией Тройственный союз.
В 1877 году группа депутатов от «Левой» создали свою партию, названную «Крайне левая». Партия фактически представляла коалицию радикалов и республиканцев, к которым позже присоединились социалисты. Крайне левые выступала за полное отделение церкви от государства, децентрализацию и развитие местного самоуправления, прогрессивное налогообложение, независимый суд, бесплатное и обязательное светское образование для всех детей, всеобщее избирательное право, в защиту прав женщин и трудящихся, против смертной казни, клерикализма, империализма и колониализма. В дальнейшем на базе фракций «Крайне левой» возникли три левые партии, сыгравшие важную роль в истории Италии — Социалистическая, Республиканская и Радикальная.
Несмотря на доминирование «Левой» правым не раз из-за раздоров между разными группами внутри своих конкурентов удавалось формировать правительство. Всего за 43 года, с 1876 по 1919 год, сменилось 38 кабинетов министров, из которых 24 возглавляли левые, а 14 правые. Увеличение количества избирателей и рост социалистических настроений в начале XX века привёл к падению популярности правых. В 1904 году второй партией в парламенте стала Социалистическая, а в 1909 году правых вытеснила на четвёртое место Радикальная партия. В конце концов правые составили коалицию с «Левой». После Первой мировой войны ситуация для традиционных партий стала катастрофической. Недовольство итогами войны, экономические проблемы, ставшие следствием войны, избирательная реформа и рост массовых партий, Социалистической и Народной (предшественница Христианско-демократической партии), привели к первому в истории «Левой» поражению на выборах. За правящую коалицию, объединявшую «Левую» и «Правую», отдали свои голоса всего 8,6 % избирателей. Получив 41 место в Палате депутатов, она оказалась лишь пятой. Её опередили не только социалисты, но и раньше не участвовавшие во всеобщих выборах Народная партия и социал-демократы (предшественники Демократической партии труда). Падение популярности «Левой» и «Правой» сподвигли их к объединению в одну партию — Либеральную.

### Партии Италии при Муссолини
В 1922 году к власти в Италии пришёл лидер фашистов Бенито Муссолини. На досрочных выборах 1924 года фашисты и их союзники, представленные сразу двумя блоками (Национальный список, объединивший Национальную фашистскую партию и примкнувших к ней правых (консерваторы), национал-либералов (правые либералы) и национал-народников (католики-консерваторы), и Национальный список/Бис, включивший радикальное крыло фашистского движения во главе с Итало Бальбо и Роберто Фариначчи), широко используя тактику запугивания как своих политических оппонентов, так и избирателей, добились убедительной победы, завоевав в Палате депутатов 374 места из 535. Укрепившись у власти, Муссолини начал ликвидировать демократию в Италии. В 1926 году были запрещены все политические партии, за исключением правящей. После парламентской реформы 1928 года выборы фактически превратились в плебисцит, в ходе которого избиратели должны были голосовать за или против списка кандидатов, предложенного Большим фашистским советом. Процедура голосования была составлена так, что избиратели не могли быть уверены в соблюдении тайны голосования, хотя формально закон гарантировал конфиденциальность. Неудивительно, что список кандидатов одобрили 98,43 % избирателей. А после 1934 года Муссолини и вовсе отказался от выборов. В 1939 году при формировании Палаты фасций и корпораций (такое название носила Палата депутатов XXX созыва) не проводилось ни выборов, ни плебисцита, всё её члены были назначены Большим фашистским советом, Национальным советом Национальной фашистской партии и Национальным советом корпораций.
После 1926 года итальянским партиям пришлось работать либо в подполье либо за пределами Италии, главным образом во Франции, а после её оккупации в 1940 году, в Англии. Вернуться к легальному положению они смогли только в 1943 году, после смещения и ареста Муссолини.

### Партии Первой итальянской республики
После окончания Второй мировой войны и провозглашения республики в Италии заново формируется партийная система. Уже выборы 1946 года показали, что в стране появилась новая сила, Христианско-демократическая партия, созданная в 1943 году группой деятелей Итальянской народной партии. С 1946 по 1992 годы христианские демократы доминировали в итальянской политике. В этот период ХДП постоянно побеждала на выборах в парламент. С 10 декабря 1945 года и по 10 мая 1994 года представители партии неизменно входили в состав Совета министров Италии, возглавляя его в 45 случаях из 51. В качестве союзников ХДП по коалиционным правительствам выступали социалисты (в тот период третья по влиянию партия в стране) и ряд мелких партий, социал-демократы, республиканцы и либералы.
На роль второй партии страны претендовали две левые организации, Социалистическая и Коммунистическая партии. В итоге коммунисты опередили социалистов и вплоть до 1991 года были ведущей оппозиционной партией. Несмотря на высокую популярность коммунистов, итальянский истеблишмент после 31 мая 1947 года не допускал их к участию в работе Совета министров. Ещё одной партией-изгоем, представителей которой также не приглашали в правительство, было Итальянское социальное движение, созданное в 1946 году группой бывших членов фашистской партии Бенито Муссолини.
На протяжении 1970-х годов Италия переживала серьёзный социально-экономический кризис, сопровождавшийся высокой инфляцией и массовой безработицей. Главной причиной стал нефтяной кризис 1973 года, в результате которого цены на нефть в течение года выросли в 4 раза. Неудачные попытки найти выход из тяжёлого экономического положения, коррупция в высших эшелонах власти, рост насилия и преступности значительно подорвали авторитет ХДП, хотя и не отразились на её позициях на выборах. В то же время популярность Компартии значительно выросла. Руководство христианских демократов даже решилось на сотрудничество с коммунистами. 11 марта 1978 года Компартия официально присоединилась к парламентскому большинству, хотя её представители и не вошли в состав правительства. Новый кризис, вызванный вторым энергетическим кризисом 1979 года, привёл к падению популярности ХДП. Пытаясь сохранить стабильность политической системы Италии христианские демократы в июне 1981 года пошли на формирование широкой коалиции, включившей также социалистов, республиканцев, социал-демократов и либералов, то есть все ведущие партии страны кроме слишком левой Компартии и слишком правого Социального движения. Первое правительство широкой коалиции возглавил лидер республиканцев Джованни Спадолини, став первым в истории Итальянской республики премьером не из числа христианских демократов. Период с 1981 по 1991 год, когда Италией правила пятипартийная коалиция вошёл в историю под названием «Пентапартито» (итал. Pentapartito).
В 1980-х годах на Севере Италии начинают усиливаться автономистские настроения, приверженцы которых выступали за федерализацию Италии, а наиболее радикальные даже призывали к отделению северных регионов. Появляются ряд региональных партий, требующих автономии Севера. В 1991 году они объединяются в Лигу Севера, которая уже на первых для себя выборах стала четвёртой партией Палаты депутатов.
В 1992—1994 годах Италия была потрясена серией коррупционных скандалов известных под общим названием «Тангентополи», в результате которых были вскрыты и обнародованы многочисленные случаи коррупции, незаконного финансирования политических партий, хищений и злоупотреблений на всех уровнях итальянской политической системы, в которых были замешаны члены всех партий «Пентапартито». Первое время «скандал Тангентополи» не оказывал серьёзное влияние на настроения избирателей, но во второй половине 1992 года ситуация изменилась. На муниципальных выборах в декабре того же года христианские демократы потеряли сразу половину своих голосов, а на местных выборах в июне 1993 года ХДП потерпела самое сокрушительное поражение в своей истории, ещё раз потеряв половину своих голосов. На тех же выборах социалисты получили всего 3 %. Результатом скандала «Тангентополи» стала окончательная дискредитация так называемой «Первой республики», что привело к масштабным изменениям в законодательстве и устройстве правоохранительных органов, а также к изменению избирательной системы и кризису традиционных политических партий, которые в итоге перестали существовать.

### Партии Второй Итальянской республики
Первой, ещё в феврале 1994 года, самораспустилась Либеральная партия. В марте было объявлено о самороспуске Христианско-демократической партии и создании новой организации, названной Итальянская народная партия. Социалисты, растеряв своих членов и сторонников, самораспустились в ноябре 1994 года. Социал-демократы, в 1994 году впервые в своей истории оставшись без представительства в парламенте и пережив ряд расколов, в 1998 году вместе с несколькими организациями, созданными после распада Соцпартии, сформировали партию Итальянские демократические социалисты. Единственной партией из «Пентапартито», сумевшей сохраниться, оказалась Республиканская. В то же время и она, пережив ряд расколов, оказалась на обочине политической жизни.
Хотя антикоррупционые скандалы мало задели коммунистов и неофашистов, но и им пришлось эволюционировать. Изменение политического климата на Западе в целом и в Италии в частности, вызванные перестройкой в СССР и прекращением «Холодной войны» привело Компартию к отказу от марксизма и преобразованию её в социал-демократическую Партию демократических левых сил, позднее в результате объединения с рядом меньших партий преобразованную в партию «Левые демократы». Часть членов Компартии, сохранивших приверженность марксизму, образовали свою организацию, Партию коммунистического возрождения. Неофашисты, потеряв свой главный козырь — противостояние коммунизму, стали терять свою популярность. В январе 1995 года было объявлено о создании новой, более умеренной правой партии, Национальный альянс, объединившей членов Социального движения и консервативную часть ХДП.
В условиях кризиса политической системы Италии в начале 1990-х годов появляется много новых партий. Самой крупной и успешной из них стала партия медиамагната Сильвио Берлускони «Вперёд, Италия». Именно эта партия вместе с союзниками по правоцентристской коалиции «Полюс свобод» одержала победу на выборах 1994 года, завоевав почти две трети мест в Палате депутатов.
Долгое время в итальянской политике тон задавали две большие коалиции, правоцентристская во главе с Берлускони (вначале «Полюс свобод», в 2000 году на смену ей пришла коалиция «Дом свобод») и левоцентристская во главе с Романо Проди, Массимо д’Алема и Франческо Рутелли (вначале «Олива», с 2006 года — «Союз»). В 1996 году левоцентристы сменили у власти коалицию Берлускони. В 2001 году правоцентристы вернулись к власти, которую потеряли по итогам выборов 2006 года. В 2007 году на базе коалиции «Олива» была создана Демократическая партия, которая в следующем 2008 году решила покинуть блок «Союз», не желая продолжать сотрудничество с Партией коммунистического возрождения и рядом других. Была создана новая коалиция, объединившая демократов и партию «Италия ценностей». На последовавших за этим досрочных выборах левоцентристам противостоял блок Сильвио Берлускони, в который вошли его партия «Вперёд, Италия», Национальный альянс и Лига Севера. В результате победу одержала правоцентристская коалиция, получив большинство в обеих палатах.
На всеобщих выборах 2013 года картина отличалась большей фрагментированностью. За победу боролись сразу четыре претендента: левоцентристская коалиция «Италия. Общее благо» во главе с Демократической партией, правоцентристский альянс во главе с новой партией Берлускони «Народ свободы», протестное политическое «Движение пяти звёзд» комика и актёра Беппе Грилло и новый центристский блок Марио Монти «С Монти за Италию» во главе с партией Гражданский выбор. В ноябре 2013 года партия «Народ свободы» была распущена, вместо неё воссоздана «Вперёд, Италия».
По итогам выборов 2018 года ведущими партиями парламента стали Лига Севера Маттео Сальвини и	Движение пяти звёзд Луиджи Ди Майо, которые и сформировали новое правительство Италии, которое возглавил независимый политик Джузеппе Конте.

## Зарегистрированные политические партии

### Партии, представленные в парламенте
В таблице указаны партии, представленные в любой из палат парламента Италии. Полужирным шрифтом выделены партии, чьи представители вошли в кабинет Энрико Летта.
| Название                                      | Оригинальное название                                               | Коалиция             | Идеология                                                                                       | Лидер                                           | Палата депутатов | Сенат | Европарламент | Интернационал     | Основана |
| Демократическая партия                        | итал. Partito Democratico, PD                                       | «Общее дело»         | Социал-демократия Левый центр Левые христиане Прогрессивизм                                     | Маттео Ренци                                    | 293              | 108   | 23            | ПА ПАСД           | 2007     |
| «Движение пяти звёзд»                         | итал. MoVimento Cinque Stelle, M5S                                  |                      | Популизм Дерост Партисипаторная демократия Борьба с коррупцией Евроскептицизм Энвайронментализм | Луиджи Ди Майо                                  | 106              | 50    | 0             |                   | 2009     |
| «Вперёд, Италия»                              | итал. Forza Italia, FI                                              | Правый центр         | Правый центр Христианская демократия Либеральный консерватизм Либерализм                        | Сильвио Берлускони                              | 67               | 67    | 17            | ЕНП ЕКР           | 2013     |
| «Левые, экология, свобода»                    | итал. Sinistra Ecologia Libertà, SEL                                | «Общее дело»         | Левые Демократический социализм Эко-социализм                                                   | Ники Вендола                                    | 37               | 7     | 0             |                   | 2009     |
| «Новый правый центр»                          | итал. Nuovo Centrodestra, NCD                                       |                      | Правый центр Христианская демократия Социальный консерватизм                                    | Анджелино Альфано                               | 29               | 31    | 7             |                   | 2013     |
| «Гражданский выбор»                           | итал. Scelta Civica, SC                                             | «С Монти за Италию»  | Центризм Либерализм                                                                             | Альберто Бомбассеи                              | 26               | 8     | 0             |                   | 2013     |
| Лига Севера                                   | итал. Lega Nord, LN                                                 | Правый центр         | Федерализм Регионализм Популизм Евроскептицизм Антиглобализация                                 | Маттео Сальвини                                 | 20               | 18    | 9             | ЕСД               | 1991     |
| «Народники за Италию»                         | итал. Popolari per l'Italia, PpI                                    | «За Италию»          | Центризм Христианская демократия Либерализм Проевропеизм                                        | Марио Мауро                                     | 13               | 10    | 1             |                   | 2013     |
| Братья Италии – Национальный альянс           | итал. Fratelli d'Italia – Centrodestra Nazionale, FDI–CN            | Правый центр         | Правый центр Национал-консерватизм                                                              | Иньяцио Ла Русса Джорджия Мелони Гуидо Крозетто | 9                | 0     | 2             | ЕНП               | 2012     |
| Союз христианских демократов и центра         | итал. Unione dei Democratici Cristiani e di Centro                  | «Союз центра»        | Христианская демократия Социальный консерватизм                                                 | Пьер Фердинандо Казини Лоренцо Чеза             | 8                | 2     | 5             | ЦДИ ЕНП           | 2002     |
| Итальянская социалистическая партия           | итал. Partito Socialista Italiano, PSI                              | «Общее дело»         | Левый центр Социал-демократия                                                                   | Риккардо Ненчини                                | 5                | 3     | 0             | СИ ПЕС            | 2007     |
| Демократический центр                         | итал. Centro Democratico, CD                                        | «Общее дело»         | Центризм Социальный либерализм Левые христиане                                                  | Бруно Табаччи                                   | 5                | 0     | 1             |                   | 2012     |
| Южнотирольская народная партия                | итал. Partito Popolare Sudtirolese нем. Südtiroler Volkspartei, SVP | «Общее дело»         | Регионализм Автономизм                                                                          | Арно Компатчер                                  | 4                | 2     | 1             | ЕНП               | 1945     |
| «Сделать Италию»                              | итал. FareItalia                                                    |                      | Правый центр Либеральный консерватизм                                                           | Адольфо Урсо Андреа Ронки                       | 4                | 2     | 0             |                   | 2011     |
| Ассоциативное движение итальянцев за границей | итал. Movimento Associativo Italiani all'Estero, MAIE               |                      | Защита интересов итальянцев, проживающих за рубежом                                             | Рикардо Антонио Мерло                           | 3                | 1     | 0             |                   | 2008     |
| Движение за автономию                         | итал. Movimento per le Autonomie, MpA                               | Правый центр         | Правый центр Центризм Регионализм Христианская демократия                                       | Ломбардо, Раффаэле                              | 1                | 2     | 0             |                   | 2005     |
| «Люди Италии завтрашнего дня»                 | итал. I Popolari di Italia Domani, PID                              | Правый центр         | Правый центр Христианская демократия Либеральный консерватизм                                   | Франческо Саверио Романо                        | 1                | 1     | 1             | ЕНП               | 2010     |
| Альянс за Италию                              | итал. Alleanza per l'Italia, ApI                                    |                      | Центризм Либерализм Христианская демократия Зелёная политика                                    | Франческо Рутелли Энрико Боселли                | 1                | 0     | 0             | АД ЛИ (набл.) ЕДП | 2009     |
| «Эдельвейс»                                   | итал. Stella Alpina, SA                                             | Список Валле-д’Аоста | Центризм Регионализм Христианская демократия Федерализм                                         | Маурицио Мартин                                 | 1                | 0     | 0             |                   | 2001     |
| Южноамериканский союз итальянских эмигрантов  | итал. Unione Sudamericana Emigrati Italiani, USEI                   |                      | Защита интересов итальянцев, проживающих в Южной Америке                                        | Еудженио Сангрегорио                            | 1                | 0     | 0             |                   | 2006     |
| «Умеренные»                                   | итал. Moderati                                                      | «Общее дело»         | Центризм Либерализм                                                                             | Джакомо Портас                                  | 1                | 0     | 0             |                   | 2005     |
| «Великий Юг»                                  | итал. Grande Sud                                                    | «Правый центр»       | Правый центр Регионализм Христианская демократия                                                | Джанфранко Мичике                               | 0                | 2     | 1             |                   | 2011     |
| Новая итальянская социалистическая партия     | итал. Nuovo Partito Socialista Italiano, Nuovo PSI                  | «Правый центр»       | Социал-демократия Либеральный социализм Реформизм                                               | Лючио Барани                                    | 0                | 1     | 0             |                   | 2001     |
| Мегафон — Список Крочетта                     | итал. Il Megafono - Lista Crocetta                                  | «Общее дело»         | Левые Автономизм Социал-демократия Принцип законности                                           | Розарио Крочетта                                | 0                | 1     | 0             |                   | 2012     |
| Союз аостской долины                          | итал. L'Union Valdôtaine, UV                                        | Список Валле-д’Аоста | Защита франкоговорящего меньшинства Центризм Автономизм Регионализм                             | Эннио Пасторе                                   | 0                | 1     | 0             |                   | 1945     |

1. ↑  Образована в результате слияния «Левых демократов» (наследники Итальянской коммунистической партии), партии «Маргаритка: Демократия — это свобода» и ряда мелких левых партий
2. ↑  Предшественник, первая партия Берлускони с таким же названием, была основана в 1994 году
3. ↑  Создана в результате раскола партии «Гражданский выбор»
4. ↑  Создана в результате раскола партии «Народ свободы»
5. ↑  Кандидаты партии баллотировались по спискам Демократической партии
6. ↑  Основана в результате слияния шести мелких социал-демократических партий и групп
7. ↑  Создана в результате раскола партии «Будущее и свобода для Италии»
8. ↑  Джакомо Портас избран по списку Демократической партии
9. ↑  Создана в Пьемонте бывшим членом партии «Народ свободы» Джакомо Портасом
10. ↑  Лючио Барани избран по списку партии «Народ свободы»
11. ↑  Основана в результате слияния Социалистической партии Джанни Де Микелиса и Уго Интини с Социалистической лигой Бобо Кракси и Клаудио Мартелли

### Партии, представленные в Европарламенте
| Название                                   | Оригинальное название                        | Коалиция                | Идеология                                                                             | Лидер                             | Палата депутатов | Сенат | Европарламент | Интернационал | Основана |
| «Италия ценностей»                         | итал. Italia dei Valori, IdV                 | «Гражданская революция» | Центризм Антикоррупционная политика Популизм                                          | Антонио Ди Пьетро Игнацио Мессина | 0                | 0     | 5             | АЛДЕ          | 1998     |
| «Будущее и свобода для Италии»             | итал. Futuro e Libertà per l'Italia, FLI     | «С Монти за Италию»     | Правый центр Национальный консерватизм Либеральный консерватизм                       | Роберто Мениа                     | 0                | 0     | 1             | ЕНП           | 2010     |
| Народники — Демократический союз за Европу | итал. Popolari UDEUR                         |                         | Центризм Христианская демократия Регионализм                                          | Клементе Мастелла                 | 0                | 0     | 1             | ЦДИ ЕНП       | 1999     |
| «Консерваторы и социал-реформаторы»        | итал. Conservatori e Social Riformatori, CSR | «Остановить упадок»     | Правый центр Национальный консерватизм                                                | Кристиана Мускардини              | 0                | 0     | 1             | АЕКР ЕКР      | 2012     |
| «Я люблю Италию»                           | итал. Io amo l'Italia, ALI                   | Союз центра             | Правый центр Христианская демократия Социальный консерватизм Экономический либерализм | Магди Аллам                       | 0                | 0     | 1             | ЕСД           | 2008     |

1. ↑  Создана Джанфранко Фини, бывшим лидером Итальянского социального движения и Национального альянса, сооснователь партии «Народ свободы»

### Малые партии
В список включены партии, не представленные ни в одной из палат парламента Италии.
- Итальянская республиканская партия (итал. Partito Repubblicano Italiano, PRI, 1895). Идеология — центризм, либерализм, социальный либерализм. Лидер — Франческо Нукара. Самая старая партия Италии, единственная из традиционных не прекращавшая свою деятельность несмотря на скандал «Тангентополи» и распад Первой республики.
- Интернационалистская коммунистическая партия (итал. Partito Comunista Internazionalista, PCInt, 1943). Создана по инициативе ряда бывших руководителей Итальянской коммунистической партии (Онорато Дамен, Марио Аквавива, Амадео Бордига), изгнанных за их левокоммунистические взгляды. Ультралевые, левый коммунизм, бордигизм, интернационализм. Старейшая коммунистическая партия Италии. Пережив ряд расколов, почти свернула активную деятельность в конце 1980-х годов. Один из отколов стал базой для международной Интернационалистическую коммунистическую тенденцию.
- Итальянский монархический союз (итал. Unione Monarchica Italiana, UMI, 1944). Цель — восстановление в Италии конституционной монархии. В середине 1980-х годах фактически прекратила деятельность в связи со смертью короля Умберто II и уходом своего лидера Серджо Боскиеро из политики. Восстановлена в 2002 году. Давиде Коломбо и Алессандро Сакки.
- Итальянская демократическая социалистическая партия (итал. Partito Socialista Democratico Italiano, PSDI, 1947). Создана в результате раскола Итальянской социалистической партии. Прекратила существование в 1998 году, влившись в состав партии Итальянские демократические социалисты. Восстановлена в 2004 году. Левый центр, социал-демократия. Ренато Д’Андрия.
- «Коммунистическая борьба» (итал. Lotta Comunista, 1965). Создана группой анархистов и коммунистов во главе с Арриго Черветто, критично относившихся к СССР и КПСС. Левый коммунизм, марксизм, ленинизм, антифашизм, революционный социализм, бордигизм, антисталинизм. Франко Грондона. Имеет влияние в Генуе.
- Альянс монархистов (итал. Alleanza Monarchica, 1972). Создана членами Итальянской демократической партии монархического единства, недовольными её объединением с Итальянским социальным движением так как по их мнению монархические принципы несовместимы с политическим наследием фашизма. Правые, монархизм, социальный консерватизм. Массимо Маллуччи. Международная монархическая конференция.
- Итальянская марксистско-ленинская партия (итал. Partito Marxista-Leninista Italiano, PMLI, 1977). Создана на базе Марксистско-ленинской организации коммунистов-большевиков, образованной в 1969 году в результате раскола Итальянской коммунистической партии (марксистско-ленинской). Марксизм-ленинизм, маоизм, левые христиане. Джованни Скудери.
- Партия гуманистов (итал. Partito Umanista, PU, 1985). Ультралевые, новый гуманизм, борьба с неолиберализмом. Тони Маниграссо. Гуманистическое движение.
- Партия пенсионеров (итал. Partito Pensionati, PP, 1987). Защита пенсионеров, центризм, правый центр, консерватизм. Карло Фатуццо. Входила в коалицию «Правый центр». 2 депутата областных советов.
- Федерация зелёных (итал. Federazione dei Verdi, FdVe, 1990). Создана в результате слияния партий Федерация зелёных списков и «Зелёная радуга». Входит в коалицию «Гражданская революция». Левые, зелёная политика, пацифизм, антиглобализм, эко-социализм. Сопредседатели — Анджело Бонелли и Луана Дзанелла. 3 депутата областных советов. «Глобальные зелёные», Европейская партия зелёных и Зелёные — Европейский свободный альянс.
- Партия коммунистического возрождения (итал. Partito della Rifondazione Comunista, PRC, 1991). Была создана членами Итальянской коммунистической партии несогласными с отказом от марксизма и преобразованием партии в социал-демократическую. Крайне левые, еврокоммунизм, зелёный социализм, антисталинизм, социализм XXI века. Паоло Ферреро. 10 депутатов областных советов. Входит в коалицию «Гражданская революция». Партия европейских левых, Европейские объединённые левые/Лево-зелёные Севера, Международное совещание коммунистических и рабочих партий.
- Движение «Фашизм и Свобода» — Национальная социалистическая партия (итал. Movimento Fascismo e Libertà - Partito Socialista Nazionale, MFL-PSN, 1991). Создана как фракция в составе партии Итальянское социальное движение. Ультраправые, фашизм, корпоративизм, национализм, национал-социализм, антикоммунизм. Карло Карильо. Всемирный союз национал-социалистов.
- Южная лига действия (итал. Lega d'Azione Meridionale - AT6, LAM, 1992). Первоначальное название Южная Лига действия, переименована после присоединения Джанкарло Чито, владельца телекомпании Antenna Taranto 6 (AT6). Регионализм, защита интересов Юга, консерватизм. Джанкарло Чито.
- Федерация либералов (итал. Federazione dei Liberali, FdL, 1994). Создана группой членов самораспустившейся Итальянской либеральной партии как платформа для объединения либеральных сил. Центризм, либерализм, либеральная демократия, социальный либерализм, европеизм. Раффаэлло Морелли. Либеральный интернационал.
- Широкий христианский пакт (итал. Patto Cristiano Esteso, PA.CE, 1994). Создана консервативно-настроенными протестантами. Правые, правые христиане, консерватизм. Джильберто Перри. Входила в коалицию «Правый центр». Международная христианская коалиция.
- «Социальное движение — Пламя триколора» (итал. Il Movimento Sociale - Fiamma Tricolore, MS-FT, 1995). Создана членами Итальянского социального движения, недовольными преобразованием партии в Национальный альянс и смягчением её политики. Ультраправые, неофашизм, социальный консерватизм, правый популизм, национализм, евроскептицизм. Аттилио Карелли. Альянс европейских национальных движений.
- Итальянская либеральная партия (итал. Partito Liberale Italiano, PLI, 1997). Создана бывшими членами самораспустившейся Итальянской либеральной партии под названием Либеральная партия, переименована в 2004 году. Центризм, либерализм. Стефано де Лука.
- «Новая сила» (итал. Forza Nuova, 1997). Создана в результате раскола партии «Пламя триколора». Ультраправые, национализм, неофашизм, социальный консерватизм, «Третий путь», евроскептицизм, правый популизм, против иммиграции. Роберто Фиоре. Европейский национальный фронт.
- Национальный фронт (итал. Fronte Nazionale, 1997). Создана бывшими активистами партии «Пламя триколора». Национализм, евроскептицизм, антиглобализм. Адриано Тилгер.
- Партия итальянских коммунистов (итал. Partito dei Comunisti Italiani, PdCI, 1998). Создана в результате раскола Партии коммунистического возрождения. Ультралевые, еврокоммунизм, социализм XXI века, пацифизм. Чезаре Прокаччини. Входила в коалицию «Гражданская революция». 5 депутатов областных советов. Партия европейских левых (набл.).
- «Автономия для Европы» (итал. Autonomisti per l'Europa, APE, 1999). Создана как федерация региональных партий группой исключённых членов Лиги Севера. Автономизм, федерализм, либерализм. Доменико Комино.
- Христианско-демократическая партия (итал. Partito Democratico Cristiano, PDC, 2000). Создана на базе движения «Возрождение Христианско-демократической партии», объединявшего членов ХДП Италии несогласных с её самороспуском. Центризм, христианская демократия. Джованни Прандини. Входила в коалицию «Правый центр».
- Итальянские радикалы (итал. Radicali Italiani, 2001). Создана сторонниками коалиции Список Бонино/Паннелла. Либерализм, Либертарианство, либеризм, либеральный социализм, энвайронментализм, антипрогибиционизм, антиклерикализм. Марко Паннелла и Эмма Бонино. Единственная партия из числа непредставленных в парламенте чей представитель был включён в состав правительства Энрико Летта. Либеральный интернационал, Альянс либералов и демократов за Европу (партия).
- «Нет евро» (итал. No Euro, 2003). Правый центр, евроскептицизм, противники общеевропейской валюты. Ренцо Рабеллино.
- Движение социальной идеи (итал. Movimento Idea Sociale, MIS, 2004). Создана группой членов крайне правого крыла Национального альянса, недовольных умеренностью его лидера. Ультраправые, неофашизм, национализм, корпоративизм, антикоммунизм. Раффаэле Бруно.
- Список потребителей (итал. Lista Consumatori, 2004). Защита прав потребителей, либерализм, либеризм. Давид Бадини. Сотрудничает с объединением защиты прав потребителей и окружающей среды Координация действий по защите окружающей среды и прав пользователей и потребителей (итал. Codacons).
- Альтернативная коммунистическая партия (итал. Partito di Alternativa Comunista, PdAC, 2006). Создана группой членов троцкистской фракции Партии коммунистического возрождения. Коммунизм, троцкизм. Франческо Риччи. Международная лига трудящихся.
- Пиратская партия (итал. Partito Pirata, 2006). Электронная демократия, делегативная демократия, либерализм, республиканизм, антифашизм. Атос Гуалацци. Пиратский интернационал, Европейская пиратская партия.
- «Либерал-демократы» (итал. Liberal Democratici, LD, 2007). Создана группой членов партии «Маргаритка: Демократия — это свобода» во главе с Ламберто Дини, не захотевших объединяться с левыми в Демократическую партию. Центризм, либерализм, либеральная демократия, социальный либерализм. Итало Танони.
- Демократический союз для потребителей (итал. Unione Democratica per i Consumatori, 2007). Создана под названием Демократический союз группой членов партии «Маргаритка: Демократия — это свобода» при участии лидеров движения в защиту прав потребителей Элио Ланнутти и Бруно Де Вита, переименована в 2008 году. Защита прав потребителей, центризм, социальный либерализм. Бруно Де Вита, Виллер Бордон, Роберто Манцоне.
- Коммунистическая рабочая партия (итал. Partito Comunista dei Lavoratori, PCL, 2007). Создана в 2006 году под названием Революционная марксистская ассоциация — Коммунистический проект как троцкистская фракция Партии коммунистического возрождения. Ультралевые, коммунизм, марксизм, революционный социализм, троцкизм. Марко Феррандо. Координационный комитет за возрождение Четвёртого интернационала.
- Альянс центра (итал. Alleanza di Centro, AdC, 2008). Создана группой членов Союза христианских демократов и центра, ориентированных на сотрудничество с Сильвио Берлускони. Христианская демократия, консерватизм. Франческо Пионати. 1 депутат областного совета.
- «Роза для Италии» (итал. Rosa per l'Italia, 2008). Создана группой членов Союза христианских демократов и центра, недовольных её правым уклоном. Центризм, христианская демократия, социальные христиане. Савино Пеццотта.
- Левые народные коммунисты — Коммунистическая партия (итал. Comunisti Sinistra Popolare-Partito Comunista, 2009). Сталинизм, марксизм-ленинизм, антикапитализм. Марко Риццо. Инициатива коммунистических и рабочих партий.
- «Я Юг» (итал. Io Sud, 2009). Создана группой членов Национального альянса из Апулии. Регионализм, центризм, христианская демократия, консерватизм, против федерализма. Адриана Поли Бортоне.
- «Автономия Юга» (итал. Autonomia Sud, AS, 2010). Регионализм, центризм, христианская демократия, консерватизм. Фердинандо Ианнаконне.
- Народное действие (итал. Azione Popolare, AP, 2010). Правый центр, христианская демократия, консерватизм. Сильвано Моффа. Входила в коалицию «Правый центр».
- «Итальянские реформисты» (итал. Riformisti Italiani, 2011). Создана в результате объединения ряда социал-демократических и правосоциалистических партий и групп. Социал-демократия. Стефания Кракси.
- «Христианская демократия» (итал. Democrazia Cristiana, DC, 2012). Христианская демократия. Джанни Фонтана.
- «Остановить упадок» (итал. Fermare il Declino, FiD, 2012). Либерализм, либертарианство, экономический либерализм, федерализм, либеризм. Микеле Болдрин.
- «Умеренные итальянцы в революции» (итал. Moderati Italiani in Rivoluzione, MIR, 2012). Центризм, христианская демократия, либерализм. Джанпьеро Самори. 3 депутата областных советов. Входит в коалицию «Правый центр».
- Либерально-демократический альянс за Италию (итал. Alleanza Liberaldemocratica per l'Italia, ALI, 2013). Создана группой ведущих членов партии «Остановить упадок», несогласных с политической линией нового лидера на Микеле Болдрина. Либерализм, либертарианство. Алессандро Де Никола и Сильвия Энрико. Входила в коалицию «С Монти за Италию».
- «Итальянская реальность» (итал. Realtà Italia, RI, 2013). Создана после распада регионалистско-центристской партии «Умеренные и народники». Центризм, автономизм. Джакомо Оливьери. 2 депутата областных советов.
- «Правые» (итал. La Destra, 2007). Создана группой социальных правых из Национального альянса. Правые, национальный консерватизм, социальный консерватизм, социальные правые, евроскептицизм. Франческо Стораче. 6 депутатов областных советов. Входила в коалицию «Правый центр».
- «Каса Паунд» (итал. CasaPound Italia, 2003). Ультраправые, радикальный национализм, неофашизм, «Третий путь». Джанлука Ианноне.
- Партия комитетов поддержки сопротивления коммунистов (итал. Partito dei Comitati di Appoggio alla Resistenza per il Comunismo, Partito dei CARC, 1992). Ультралевые, коммунизм, марксизм-ленинизм, маоизм. Пьетро Вангели. Входит в коалицию Коммунистический список для Народного блока, позиционирует себя как политическое крыло подпольной борьбы. На выборах 2013 года поддержали Движение пяти звёзд.

### Региональные партии
Валле-д'Аоста:
- Союз аостской долины (фр. Union Valdôtaine, UV; 1945). Защита франкоговорящего меньшинства, центризм, автономизм, регионализм. Лидер — Эннио Пасторе. 1 место в Сенате, 13 в Совете долины и 1 в региональном правительстве. Входит в центристскую коалицию «Список Валле-д’Аоста».
- «Эдельвейс» (итал. Stella Alpina, SA; 2001). Основана в результате слияния партии «Автономисты» (бывшие христианские демократы) и части членов Федерации автономистов. Центризм, христианская демократия, регионализм, федерализм. Лидер — Маурицио Мартин. 1 место в Палате депутатов и 5 из 35 в Совете долины. Входит в центристскую коалицию «Список Валле-д’Аоста». Союзник Лиги Севера.
- Союз аостских прогрессистов (фр. Union Valdôtaine Progressiste, UVP; 2012). Образована в результате раскола Союза аостской долины. Левый центр, регионализм, прогрессивизм. Лидер — Алессия Фавр. 7 мест в Совете долины. Входит в левоцентристскую коалицию «Автономия. Свобода. Демократия».
- «Автономия. Свобода. Участие. Экология» (фр. Autonomie, Liberté, Participation, Écologie, ALPE; 2010). Создана в результате слияния пяти организаций (социал-либералы, социал-демократы, «зелёные», гражданские активисты). Регионализм, социальный либерализм, социал-демократия, «зелёная политика», энвайронментализм. Лидер — Карло Перрен. 5 мест в Совете долины. Входит в левоцентристскую коалицию «Автономия. Свобода. Демократия» и Европейский свободный альянс.
- Федерация автономистов (фр. Autonomie, Liberté, Participation, Écologie, ALPE; 1998). Образована в результате слияния партий «Автономисты. Прогрессисты. Демократы» и Автономиский народный альянс. Центризм, регионализм, христианская демократия, социальный либерализм, социал-демократия. Лидер — Клаудио Лавуайе. После выборов 2013 года осталась без представительства в Совете долины. Входит в центристскую коалицию «Список Валле-д’Аоста». Сотрудничает с Союзом христианских демократов и центра.

Пьемонт:
- Проект Действие (итал. Progett'Azione; 2012). Другое название — «Пьемонтские люди» (итал. Popolari Piemontesi). Центристская регионалистская партия. созданная группой членов «Народа свободы» и Национального альянса. Лидер — Мария Тереза Армосино. 5 мест в региональном совете.
- «Умеренные» (итал. Moderati; 2005). Создана региональными руководителями партий «Вперёд, Италия» и «Италия ценностей». Центризм, либерализм. Лидер — Джакомо Портас. 1 место в Палате депутатов и 1 место в региональном совете. Входила в левоцентристскую коалицию «Общее дело».
- Паданская лига Пьемонта (итал. Lega Padana Piemont; 2006?). Паданский сепаратизм.
- «Зелёные» (итал. Verdi Verdi; 1991). Основана Маурицио Лупи, бывшим христианским демократом, членом муниципального совета Турина от Федерации зелёных списков, недовольным чрезмерной левизной партии. Формально национальная партия, но действует почти исключительно в Пьемонте. В отличие от Федерации зелёных представляют концепцию охраны окружающей среды на основе католицизма и либеральной, светской, республиканской традиции. Центризм, энвайронментализм, федерализм, либерализм, зелёный либерализм, либеральное христианство, республиканизм. Лидер — Маурицио Лупи. 1 место в региональном совете. Сотрудничает с правоцентристскими партиями.

Ломбардия:
- Паданский союз (итал. Unione Padana, UP; 2011). Паданский сепаратизм. Образована в результате Паданской лиги Ломбардии и ряда групп паданских сепаратистов, вышедших из Лиги Севера.
- Альпинский паданский союз (итал. Unione Padana Alpina, UPA; 2012). Создан на базе отделения Паданского союза в Бергамо. Паданский сепаратизм. Лидеры — Риккардо Маццолени и Джованни Онгаро.
- За независимость Ломбардии (итал. Pro Lombardia Indipendenza; 2012). Сепаратизм. Лидер — Джованни Роверси.
- Лига за автономию — Ломбардский альянс — Лига пенсионеров (итал. Pro Lombardia Indipendenza; 2012). Регионализм, автономизм. Лидер — Маттео Бривио.

Южный Тироль:
- Южнотирольская народная партия (нем. Südtiroler Volkspartei, SVP; итал. Partito Popolare Sudtirolese; 1945). Основана группами разных политических взглядов (христианские демократы, консерваторы, социал-демократы и либералы) для защиты интересов немецко- и ладинскоязычного населения Южного Тироля. Регионализм, автономизм, христианская демократия, социальные христиане, социал-демократия (в меньшинстве). Лидер — Арно Компатчер. Входила в левоцентристскую коалицию «Общее дело». 5 мест в Палате депутатов, 3 места в Сенате, 1 в Европарламенте, 17 из 35 в Совете провинции. Европейская народная партия (наблюдатель).
- «Свободные» (нем. Die Freiheitlichen; 1992). Создана группой молодых правых членов Южнотирольской народной партии при поддержке ряда членов Южнотирольской партии свободы. Немецкий национализм, правый популизм, сепаратизм, по идеологии близка к Австрийской партии свободы. Лидер — Улли Майр. 6 мест в Совете провинции.
- «Зелёные» (Verdi-Grüne-Vërc; 1978). Создана под названием «Новые левые», затем дважды меняла название (Альтернативный список в 1983 и Зелёный альтернативный список в 1988), с 1993 года носит современное название. Зелёная политика, социал-демократия, регионализм. Лидеры — Зепп Кусштачер и Бригит Фоппа. 1 место в Палате депутатов, 3 в Совете провинции. Европейская зелёная партия, Европейские зелёные—Европейский свободный альянс.
- Южнотирольская партия свободы (нем. Süd-Tiroler Freiheit, STF;). Создана в результате раскола Союза граждан для Ю. Тироля. Защита интересов немецкого меньшинства, сепаратизм, национальный консерватизм. Лидер — Ева Клоц. 3 места в Совете провинции. Европейский свободный альянс.
- Союз граждан для Южного Тироля (нем. Südtirol für BürgerUnion; 1989). Основан в результате слияния националистической Южнотирольской национальной федерации, либерально-консервативной Партии свободы Южного Тироля и правого крыла Южнотирольской народной партии. Защита интересов немецкого меньшинства и его права на самоопределение, национальный и социальный консерватизм, в последние годы наблюдается тенденция к центризму. Лидер — Андреас Подер. 1 место в Совете провинции.
- «Альто-Адидже в сердце» (итал. Alto Adige nel Cuore, AAC; 2013). Защита интересов итальянцев Южного Тироля, консерватизм. Лидер — Алессандро Урци. Союзник «Вперёд, Италия». 1 место в Совете провинции.
- Одна Италия (итал. Unitalia; 1996). Крайне правая итальянская националистическая партия, созданная группой членов Национального альянса. Лидер — Донато Сеппи.
- Ладины Доломитов (лад. Ladins Dolomites, LD; 1993). Защита интересов ладинского меньшинства.
- «Мы — южные тирольцы» (нем. Wir Südtiroler, WS; 2013). Создана группой членов левого крыла партии «Свободные». правый центр. Лидер — Томас Эггер. 1 место в Совете провинции.

Тренто:
- Партия автономистов Тренто-Тироля (итал. Partito Autonomista Trentino Tirolese, PATT; 1948). Первоначальное название — Народная партия Тренто-Тироля (итал. Partito Popolare Trentino Tirolese, PPTT), современное название с 1988 года. Центризм, регионализм, автономизм, христианская демократия, социальное христианство. Лидер — Франко Паницца. С 2013 года входит в Большую коалицию. 1 место в Палате депутатов, 1 место в Сенате, 8 из 35 в Совете провинции.
- Союз за Трентино (итал. Unione per il Trentino, UpT; 2008). Создана сторонниками партии «Маргаритка: Демократия — это свобода». Центризм, регионализм, христианская демократия. Лидер — Лоренцо Деллаи. Входит в коалицию «С Монти за Италию». 1 место в Палате депутатов, 1 место в Сенате, 5 из 35 в Совете провинции.
- Проект Трентино (итал. Progetto Trentino, PT; 2012). Создана в результате раскола Союза за Трентино сторонниками бывшего регионального министра Сильвано Гризенти. Правый центр, христианская демократия. Лидер — Сильвано Гризенти. 1 место в Палате депутатов, 1 место в Сенате, 5 из 35 в Совете провинции.
- Граждане Трентино (итал. Civica Trentina, CT; 2013). Создана Родольфо Борга, бывшим лидером местного отделения партии «Народ свободы». Правый центр, христианская демократия. 1 место из 35 в Совете провинции.
- «Управлять Трентино» (итал. Amministrare il Trentino; 2008). Создана в результате раскола местного отделения партии «Вперёд, Италия». Правый центр, христианская демократия. 1 место из 35 в Совете провинции.
- Автономистский союз ладинов (лад. Union Autonomista Ladina; итал. Unione Autonomista Ladina, UAL; 1983). Защита интересов ладинского меньшинства, центризм, прогрессивизм. 1 место из 35 в Совете провинции.
- «Вместе за автономию» (итал. Insieme per l'Autonomia).
- «Автономия 2020» (итал. Autonomia 2020).

Венеция:
- Венецианская лига (лад. Łiga Vèneta, LV; 1979). Венецианский национализм, регионализм, федерализм, бюджетный федерализм. 5 мест в Палате депутатов, 5 мест в Сенате, 3 места в Европарламенте, 17 из 60 в Совете провинции.
- Люди Будущего (итал. Futuro Popolare, FP; 2012). Создана лидером фракции Союза Центра в Региональном совете. Христианская демократия. 4 из 60 в Совете провинции.
- Северо-Восточный союз (итал. Unione Nord-Est; 1996). Образована в результате раскола Венецианской лиги. Венецианский национализм.
- Северо-Восточный Проект (итал. Progetto NordEst, PNE; 2004). Организована бывшими членами Венецианской лиги и Лиги Венецианской республики. Венецианский национализм, либертарианство, регионализм, федерализм, бюджетный федерализм. 1 место из 60 в Совете провинции.
- Лига Венецианской республики (лад. Łiga Vèneta Republica, LVR; 1998). Образована в результате раскола Венецианской лиги. Венецианский национализм, регионализм, автономизм, бюджетный федерализм.
- Независимость Венеции (итал. Indipendenza Veneta; 2010). Создана в результате слияния Венецианской национальной партии и Партией венецианцев под названием «Государство Венеция». Современное название с 2012 года. Венецианский национализм, сепаратизм, либерализм.

Фриули-Венеция-Джулия
- Гражданская свобода (итал. Libertà Civica, LC; 2003). Создана сторонниками выдвижения на пост президента провинции Риккардо Илли. Центризм. 3 места из 49 в Совете провинции.
- Словенский союз (словен. Slovenska skupnost, SSk; итал. Unione Slovena; 1963). Защита прав словенского меньшинства, центризм, христианская демократия. 1 место из 49 в Совете провинции. Входит в Европейский свободный альянс.
- Фронт Джулии (итал. Fronte Джулиано, FG; 1995). Регионализм, сепаратизм, за воссоздание Свободной территории Триест.

Тоскана:
- Более Тоскана (итал. Più Toscana, PT; 2012). Создана в результате раскола тосканской Лиги Севера. Регионализм.

Молизе:
- Демократическая участие (итал. Partecipazione Democratica).

Кампания:
- Федералистская демократия (итал. Democrazia Federalista).
- Демократические народники (итал. Popolari Democratici; 2008). Создана членами партии Народники — Демократический союз за Европу, выступавшими за продолжение сотрудничества с левоцентристской коалиции «Союз». Центризм, христианская демократия.
- Итальянская марксистско-ленинская коммунистическая партия (итал. Partito Comunista Italiano Marxista-Leninista, PCIM-L; 1999). Основана на базе Центра марксистской культуры и инициативы. Коммунизм, марксизм-ленинизм.

Базиликата:
- Объединённые народники (итал. Popolari Uniti; 2008). Создана членами партии Народники — Демократический союз за Европу, выступавшими за продолжение сотрудничества с левоцентристской коалиции «Союз». Центризм, христианская демократия.

Апулия:
- «Апулия прежде всего» (итал. La Puglia Prima di Tutto, PPdT; 2005). Организована сторонниками Раффаэле Фитто, бывшего лидера апулийского отделения «Вперёд, Италия». Центризм, регионализм. 4 места в Региональном совете.
- Умеренные и народники (итал. Moderati e Popolari, MeP; 2010). Центризм, регионализм. 3 места в Региональном совете.
- Южная лига действия (итал. Lega d'Azione Meridionale, LAM; 1993). Правые, регионализм.

Сардиния:
- Сардинская партия действия (итал. Partito Sardo d'Azione, PSd'Az; сард. Partidu Sardu; 1921). Сардинский национализм, регионализм, автономизм, сепаратизм. 11 мест из 80 в Региональном совете. Ранее входила в Европейский свободный альянс.
- Сардинские реформаторы (итал. Riformatori Sardi, RS; 1993). Создана как часть партии «Пакт Сеньи». Правый центр, регионализм, христианская демократия, либерализм. 1 место в Палате депутатов, 6 мест из 80 в Региональном совете. Входит в коалицию «С Монти за Италию».
- Сардинский демократический союз — Националистический проект (итал. Unione Democratica Sarda – Progetto Nazionalitario, UDS; 1998). Создана как часть Демократического союза за Республику. Сардинский национализм, регионализм, автономизм, христианская демократия. 1 место из 80 в Региональном совете.
- Независимая Республика Сардиния (сард. Indipendèntzia Repùbrica de Sardigna, iRS; 2002). Левый центр, сардинский национализм, сепаратизм, социал-демократия, левое либертарианство, пацифизм. 1 место из 80 в Региональном совете.
- Сардинская народная партия (итал. Partito del Popolo Sardo, PPS; 2003). Правый центр, федерализм, регионализм, христианская демократия, либерализм.
- Сардинская нация (итал. Sardigna Natzione, SN; 1994). Создана на базе Сардинской партии сепаратистов. Сардинский национализм, сепаратизм, демократический социализм.

Сицилия:
- Партия сицилийцев (итал. Partito dei Siciliani, PdS; 2012). Создана на базе сицилийского отделения Движения за автономию. Автономизм.
- Сицилийское народное движение (итал. Movimento Popolare Siciliano, MPS; 2011). Образована бывшими членами «Народа свободы», Союза христианских демократов и центра и Демократической партии в поддержку регионального правительства Раффаэле Ломбардо. Центризм, регионализм.
- Статья Четвёртая (итал. Articolo Quattro, A4; 2013). Создана группой депутатов областного совета от разных партий во главе с Лино Леанца. Центризм, регионализм. 5 мест в Областном совете.
- Реформистские демократы Сицилии (итал. Democratici Riformisti per la Sicilia; 2013). Создана группой депутатов областного совета от разных партий во главе с Росарио Крочетта. Центризм, регионализм. 8 мест в Областном совете.

## Исторические партии

### Партии Королевства Италия
- «Правая» (итал. Destra; 1849—1922). Другое название — Конституционалисты. В исторических исследованиях часто называется «Историческая правая», с тем, чтобы избежать путаницы с правыми движениями и партиями, которые были созданы в XX веке. Либеральный консерватизм, монархизм. Длительное время доминировала в Сардинском королевстве, а затем в объединённом Королевстве Италия. С 1861 по 1874 год партия неизменно получала на выборах большинство мест в Палате депутатов. В период с 1876 по 1900 год на выборах неизменно занимала второе место. Несмотря на доминирование в этот период «Левой» правым не раз из-за раздоров между разными группами внутри своих конкурентов удавалось формировать правительство. Влилась в Итальянскую либеральную партию.
- «Левая» (итал. Sinistra; 1849—1922). В исторических исследованиях часто называется «Историческая левая», с тем, чтобы избежать путаницы с левыми движениями и партиями, которые были созданы в XX веке. Либерализм, прогрессизм. Беспрерывно находилась у власти в период с 25 марта 1876 года по 6 февраля 1891 года, при этом имела большинство в итальянском парламенте 43 года подряд, в первый раз проиграв выборы в 1919 году. Влилась в Итальянскую либеральную партию.
- «Крайне левая» (итал. Estrema sinistra; 1877—1904). Образована после раскола партии «Левая». Также называлась Партия за демократию (итал. Partito della democrazia) и «Луч демократии» (итал. Fascio della democrazia). Радикально-либеральная партия, фактически представлявшая коалицию радикалов, республиканцев и социалистов. Преобразована в Итальянскую радикальную партию.
- Итальянская революционная социалистическая партия (итал. Partito Socialista Rivoluzionario Italiano, PSRI; 1881—1893). Объединилась с Социалистической партией итальянских трудящихся.
- Итальянская рабочая партия (итал. Partito Operaio Italiano, POI; 1882—1892). Объединилась с Социалистической лигой.
- Итальянская социалистическая партия (итал. Partito Socialista Italiano, PSI; 1892—1994). Создана на базе социалистического крыла партии «Крайне левая», Итальянской рабочей партии и Социалистической лиги под названием Итальянская партия трудящихся (итал. Partito dei Lavoratori Italiani). Идеология: первоначально — социализм, марксизм, демократический социализм, радикальный социализм; с 1976 года под влиянием Беттино Кракси партия поправела, перейдя к социал-демократии, либеральному социализму, идеологии третьего пути, социальному либерализму, атлантизму и европеизму. В 1893 году после присоединения Революционной соцпартии переименована в Социалистическую партию итальянских трудящихся (итал. Partito Socialista dei Lavoratori Italiani). В 1894 году распущена властями. Восстановлена в 1895 году как Итальянская социалистическая партия. Во Второй республике была третьей партией Италии по силе и влиянию после христианских демократов и коммунистов. Последствия скандала «Тангентополи» привели к падению авторитета и популярности партии и её самороспуску.
- Итальянская радикальная партия (итал. Partito Radicale Italiano; 1904—1922). Преемница партии «Крайне левая». В некоторых исторических исследованиях называется Историческая радикальная, по аналогии с Исторической правой и Исторической левой, с тем, чтобы избежать путаницы с Радикальной партией второй половины XX века. Объединились с несколькими незначительными либеральными партиями в Демократическую либеральную партию.
- Итальянская реформистская социалистическая партия (итал. Partito Socialista Riformista Italiano; 1912—1924). Создатели — Леонида Биссолати, Иваноэ Бономи, Джина Пива, исключёнными из Итальянской соцпартии за поддержку премьер-министра Джованни Джолитти. Левый центр, социал-демократия, либеральный социализм. Преобразована в Демократическую национальную лигу.
- Конституционная демократическая партия (итал. Partito Democratico Costituzionale; 1913—1919). Создана на базе левого крыла партии «Левая». Действовала преимущественно на Юге Италии. Социал-либерализм. Объединилась в Итальянскую социал-демократическую партию.
- Итальянский союз борьбы (итал. Fasci italiani di combattimento; 1919—1921). Создана бывшим социалистом Бенито Муссолини. Преобразована в Национальную фашистскую партию.
- Итальянская народная партия (итал. Partito Popolare Italiano; 1919—1926). Создана католическим священником Луиджи Стурцо при поддержке папы Бенедикта XV, обеспокоенного ростом социалистических настроений в Италии. Центризм, христианская демократия, популяризм. После Второй мировой войны многие лидеры Народной партии приняли участие в создании Христианско-демократической партии.
- Независимая социалистическая партия (итал. Partito Socialista Indipendente). Участвовала в парламентских выборах 1919 (1 место в Палате депутатов) и 1921 годов (1 место).
- Партия комбатантов (итал. Partito dei Combattenti). Участвовала в парламентских выборах 1919 (20 мест в Палате депутатов) и 1921 годов (10 мест).
- Экономический партия (итал. Partito Economico). Участвовала в парламентских выборах 1919 (7 мест в Палате депутатов) и 1921 годов (5 мест).
- Партия итальянских крестьян (итал. Partito dei Contadini Italiani; 1920—1926 и 1945—1963). Аграризм, социальный либерализм, христианский социализм. Защищала интересы мелких крестьян. Слилась с Итальянской республиканской партией.
- Партия демократических реформ (итал. Partito Democratico Riformista). Участвовала в парламентских выборах 1921 года (11 мест в Палате депутатов).
- Демократическая либеральная партия (итал. Partito Liberale Democratico; 1921—1922). Создана на базе блока «Либералы, демократы и радикалы». Социал-либерализм. Влилась в состав партии «Социал-демократия».
- Итальянская социал-демократическая партия (итал. Partito Democratico Sociale Italiano; 1921—1926). Основана после слияния конституционных демократов с рядом других мелких леволиберальных партий. Левый центр, либерализм, социальный либерализм. До июля 1924 года входила в правительство Бенито Муссолини. После Второй мировой войны некоторые её члены присоединились к Демократической партии труда.
- Социалистическая единая партия (итал. Partito Socialista Unitario; 1922—1926). Организована умеренными деятелями Итальянской соцпартии во главе с Филиппо Турати и Джакомо Маттеотти. Левый центр, социал-демократия, антифашизм. После роспуска в 1926 году преобразована в Социалистическую партию итальянских трудящихся (итал. Partito Socialista dei Lavoratori Italiani, PSLI). В 1927 году переименована в Социалистическую единую партию итальянских трудящихся (итал. Partito Socialista Unitario dei Lavoratori Italiani, PSULI). Воссоединилась с Итальянской соцпартией.
- Национальная фашистская партия (итал. Partito Nazionale Fascista; 1921—1943). Создана на базе Итальянского союза борьбы Бенито Муссолини. Итальянский фашизм, корпоративизм, монархизм, антикоммунизм, консерватизм, авторитаризм. Правящая в Италии партия с 1921 по 1943 годы. Запрещена после свержения Муссолини.
- Итальянская коммунистическая партия (итал. Partito Comunista Italiano, PCI; 1921—1991). Создана в результате раскола Соцпартии под названием Коммунистическая партия Италии (итал. Partito Comunista d'Italia, PCI). Современное название с 1943 года. Коммунизм, марксизм-ленинизм, в 1970-х—1980-х годах — еврокоммунизм. После распада СССР и всей социалистической системы преобразована в Партию демократических левых сил. Левое крыло образовало Партию коммунистического возрождения.
- Партия действия (итал. Partito d'Azione, PDA; 1942—1947). Основана членами подпольной антифашистской организации «Справедливость и свобода» (итал. Giustizia e Libertà) при участии либеральных социалистов и демократов, сторонников Карло Росселли и Пьеро Гобетти. Левый центр, республиканизм, либеральный социализм, левый либерализм. После самороспуска основная часть членов партии во главе с Риккардо Ломбарди присоединились к Итальянской соцпартии, в то время как группа Уго Ла Малфы вошла в Итальянскую республиканскую партию.
- Республиканская фашистская партия (итал. Partito Fascista Repubblicano, PFR; 1943—1945). Основана в качестве преемника Национальной фашистской партии после её запрета. Правящая и единственная легальная партия Итальянской социальной республики (государства, образованного на оккупированной нацистской Германией территории северной и частично центральной Италии). Прекратила своё существование с падением режима Итальянской социальной республики в апреле 1945 года.
- Демократическая партия труда (итал. Partito Democratico del Lavoro, DL; 1943—1948). Основана как наследник Итальянской социал-демократической партии. Лидеры — Иваноэ Бономи, Меуччо Руини и Энрико Моле. Левый центр, социал-демократия, либеральный социализм, реформизм, либерализм, социальный либерализм. После самороспуска большая часть членов присоединились к Итальянской демократической социалистической партии.

### Партии Первой республики
- Итальянская либеральная партия (итал. Partito Liberale Italiano, PLI; 1922—1994). Создана в результате объединения праволиберальной партии «Левая» и умеренно-консервативной партии «Правая». Монархизм (1922—1948), либерализм, экономический либерализм, социальный либерализм, консервативный либерализм, атлантизм. В первой половине 1920-х годов, опасаясь прихода к власти социалистов и коммунистов, поддерживала Бенито Муссолини. В 1926 году распущена фашистским режимом. Восстановлена в 1943 году. После скандала «Тангентополи», приведшего к падению Первой республики, партия самораспустилась.
- Христианско-демократическая партия (итал. Democrazia Cristiana, DC; 1942—1994). Основана как идеологический преемник Итальянской народной партии (1919—1926). Центризм, христианская демократия, популяризм. С 1946 по 1992 годы была ведущей политической силой Первой итальянской республики, постоянно занимая первое место на выборах в парламент. С 10 декабря 1945 года и по 10 мая 1994 года представители партии неизменно входили в состав Совета министров Италии, возглавляя его в 45 случаях из 51. Последствия скандала «Тангентополи» привели к падению авторитета и популярности партии и её самороспуску.
- Христианско-социальная партия (итал. Partito Cristiano Sociale; 1944—1948). Создана философом и библиотекарем Библиотеки Ватикана Херардо Бруни. Левые, социальные христиане, христианский социализм, аграрианизм. После поражения на выборах 1948 года распалась.
- Национальная монархическая партия (итал. Partito Nazionale Monarchico, PNM; 1946—1959). Организована сторонниками монархии из числа консерваторов, либеральных консерваторов, консервативных либералов и националистов, став конкурентом христианских демократов на правом фланге. Правые, консерватизм, монархизм. Наибольшей популярностью пользовалась в Южной Италии. После раскола 1954 года популярность партии сильно упала и она влилась в Итальянскую демократическую партию монархического единства.
- Фронт обычных людей (итал. Fronte dell'Uomo Qualunque, UQ; 1946—1972). Учреждена драматургом и журналистом Гульельмо Джаннини как альтернатива сразу и фашистам и левым. Популизм, антикоммунизм, антиэтатизм, монархизм, куалюнкуизмо (пренебрежение к политике), выступала против профессионализации и идеологизации политики. После успешного выступления на первых послевоенных выборах стала быстро терять популярность. Большая часть членов перешли в Национальную монархическую и Либеральную партии, часть присоединились к новорождённому Итальянскому социальному движению. Растерявшая популярность и влияние партия просуществовала до 1972 года, когда её остатки влились в Социальное движение.
- Итальянское социальное движение (итал. Movimento Sociale Italiano, MSI; 1946—1995). Создана группой членов Национальной фашистской партии, признавших основы конституционного строя, но выступавших за возрождение фашизма и против коммунизма. Неофашизм, постфашизм, итальянский национализм, консерватизм, корпоратизм. с 1972 года носила название Итальянское социальное движение — Национальне правые (итал. Movimento Sociale Italiano - Destra Nazionale, MSI-DN). Преобразована в Национальный альянс.
- Объединённая социалистическая партия (итал. Partito Socialista Unitario; 1949—1951). Основана умеренными членами Итальянской соцпартии во главе с бывшим министром внутренних дел Джузеппе Ромита, выступавшими за сотрудничество с христианскими демократами, и группой левых членов Итальянской социалистической рабочей партии. Социал-демократия. Слилась с Социалистической рабочей партией, образовав Итальянскую демократическую социалистическую партию.
- «Социалистическая автономия» (итал. Autonomia Socialista; 1953). Основана в феврале 1953 года группой членов Итальянской социалистической рабочей партии во главе с Пьеро Каламандреи, недовольными новым избирательным законом, поддержанным партией. Социал демократия. В апреле 1953 года объединилась с некоторыми недовольными членами Итальянской республиканской партии во главе с Ферруччо Парри, сформировав партию «Народное единство».
- Национальный демократический альянс (итал. Alleanza Democratica Nazionale, ADN; 1953). Создана в марте 1953 года группой членов Итальянской либеральной партии во главе с Епикармо Корбино и Джузеппе Нитти, недовольными новым избирательным законом, поддержанным партией. Либерализм. Вскоре к ней присоединились христианский демократ Раффаэле Терранвоа, республиканец Франко Антоничелли и бывший лидер Сицилийского движения за независимость Андреа Финокьяро Априле. Не сумев получить ни одного места в Палате депутатов на выборах летом 1953 года, партия самораспустилась.
- Народное единство (итал. Unità Popolare, UP; 1953). Создана в апреле 1953 года в результате объединения партии «Социалистическая автономия» и части членов Итальянской республиканской партии во главе с Ферруччо Парри, недовольных новым избирательным законом. После провала на выборах летом 1953 года фактически прекратила свою деятельность, но официально самороспустилась только в 1957 году.
- Союз независимых социалистов (итал. Unione Socialista Indipendente, USI; 1953—1957). Организован членами Движения итальянских трудящихся, автономистами из Соцпартии, бывшими членами Соцпартия итальянских трудящихся и ИСП, христианскими социалистами (в том числе Херардо Бруни) и группой бывших бойцов Партии действия. Воссоединились с ИСП.
- Народная монархическая партия (итал. Partito Monarchico Popolare, PMN; 1954—1959). Образована мэром Неаполя Акилле Лауро в результате раскола Национальной монархической партии. Правые, консерватизм, монархизм. Влилась в Итальянскую демократическую партию монархического единства.
- Радикальная партия (итал. Partito Radicale, PR; 1955—1989). Основана группой членов левого крыла Либеральной партии во главе с Марко Панелла. Радикализм, социальный либерализм, левое либертарианство, антиклерикализм. Преобразована в Транснациональную радикальную партию.
- Итальянская демократическая партия монархического единства (итал. Partito Democratico Italiano di Unità Monarchica; 1959—1972). Образована в результате воссоединения Национальной монархической и Народной монархической партий. Правый центр, правые, монархизм, либеральный консерватизм, популизм. Объединилась с Итальянским социальным движением.
- Итальянская социалистическая партия пролетарского единства (итал. Partito Socialista di Unità Proletaria, PSIUP; 1964—1972). Основана группой членов левого крыла Итальянской соцпартии, недовольных сотрудничеством с христианскими демократами. После ряда провалов на выборах большая часть членов партии вступили в Итальянскую компартию, правое крыло вернулось в ИСП, левое создало Партию пролетарского единства.
- «Манифест» (итал. il manifesto; 1972—1974). Создана на базе одноимённой ежедневной газеты итальянских коммунистов. Марксизм, коммунизм, революционный социализм. Объединилась с Партией пролетарского единства.
- Партия пролетарского единства (итал. Partito di Unità Proletaria, PdUP; 1972—1974). Организована в результате слияния левого крыла Социалистической партии пролетарского единства и левокатолического Рабочего политического движения. Коммунизм, радикальный социализм. Объединилась с группой «Манифест».
- Партия пролетарского единства за коммунизм (итал. Partito di Unità Proletaria per il Comunismo; 1974—1984). Другое название — «Пролетарская демократия» (итал. Democrazia Proletaria, DP) на выборах 1976 года. Образовано в результате слияния группы «Манифест» и Партии пролетарского единства. Коммунизм, марксизм-ленинизм, радикальный социализм. Влилась в Итальянскую компартию, но электоральный союз стал самостоятельной партией «Пролетарская демократия».
- Национальные демократы (итал. Democrazia Nazionale, DN; 1977—1979). Создана как дублёр Итальянского социального движения после поражения на выборах 1976 года в рамках соглашения с Христианско-демократической партии о переходе от неофашизма к более умеренной постфашистской идеологии. Национальный консерватизм. После провала на выборах 1979 года самораспустилась.
- Федерация зелёных списков (итал. Federazione delle Liste Verdi; 1986—1990). Первая общенациональная организация зелёных Италии. Объединилась с партией «Зелёная радуга».
- «Зелёная радуга» (итал. Verdi Arcobaleno; 1989—1990). Основана группой членов партии «Пролетарская демократия» и частью Радикальной партии. Левые, защита окружающей среды, экосоциализм, пацифизм. Объединилась с Федерацией зелёных списков".
- «Пролетарская демократия» (итал. Democrazia Proletaria, DP; 1978—1991). Создана в 1975 году как коалиция Партии пролетарского единства за коммунизм, «Рабочего авангарда», Движения трудящихся за социализм, Марксистско-ленинской коммунистической организации, Коммунистической революционной группы и Союза коммунистов. Объединила коммунистов, несогласных с линией руководства ИКП, с частью троцкистов и левых социалистов. В 1978 году часть членов Партии пролетарского единства за коммунизм и большинство членов «Рабочего авангарда» и Союза коммунистов объединились в одноимённую партию. Распад СССР и всей социалистической системы привёл к выходу из партии части членов, вступивших в партию «Зелёная радуга» и последующему самороспуску. Большая часть членов присоединились к Партии коммунистического возрождения.

### Партии Второй республики
- Список Паннелла (итал. Lista Pannella; 1989—1999). Создана группой членов Радикальной партии во главе с её основателем Марко Паннелла после её преобразования в Транснациональную радикальную партию. Радикализм, либертарианство, либерализм, экономический либерализм. В разное время называлась Список Паннелла, Список Паннелла—Реформаторы, Список Паннелла—Сгарби. Преобразован в Список Бонино.
- Партия демократических левых сил (итал. Partito Democratico della Sinistra, PDS; 1991—1998). Создана в результате преобразования Итальянской компартии после её перехода к демократическому социализму. Посткоммунизм, демократический социализм, социал-демократия. Преобразована в партию Левые демократы.
- Сеть за демократическую партию (итал. La Rete per il Partito Democratico; 1991—1999). Создана под названием Движение за демократию — Сеть (итал. Movimento per la Democrazia – La Rete) мэром Палермо Леолука Орландо с целью оживить нравственные традиции итальянской демократии и для борьбы с мафией. Христианская демократия, социальный либерализм. В 1996 году переименована. Влилась в партию Романо Проди Демократы.
- Демократический альянс (итал. Alleanza Democratica, AD; 1993—1997). Создан в 1992 году как коалиция социал-демократической партии Союз прогрессистов 18 октября, либерально-центристской партии «Народная реформа» и группы сторонников координатора Республиканской партии Джорджо Боги. Социальный либерализм. Объединился с Демократическим союзом.
- Союз центра (итал. Unione di Centro; 1993—1999). Создана группой членов Либеральной партии во главе с Раффаэле Коста. Либерализм, умеренность, антикоммунизм. Влились в «Вперёд, Италия».
- Социальные христиане (итал. Cristiano Sociali, CS; 1993—1998). Создана группой членов левого крыла ХДП Италии. Левые христиане, социал-демократия, христианский социализм. Присоединились к партии Левые демократы, образовав одноимённую фракцию.
- Пакт Сеньи (итал. Patto Segni; 1993—2003). Создан христианским демократом Марио Сеньи, сыном Президента Итальянской Республики Антонио Сеньи. Центризм, христианская демократия, социальный либерализм. Объединился в Пакт либерал-демократов.
- Либерально-демократическая организация (итал. Fondazione Liberaldemocratica; 1994—1996). Создана группой членов партии «Пакт Сеньи», недовольных её союзом с Демпартией левых сил. Христианская демократия, либерализм. Присоединились к партии Сильвио Берлускони «Вперёд, Италия».
- «Итальянские социалисты» (итал. Socialisti Italiani, SI; 1994—1998). Основана членами распавшейся Соцпартии. Социал-демократия. Вошла в состав партии «Итальянские социал-демократы».
- Федерация лейбористов (итал. Federazione Laburista, FL; 1994—1998). Организована группой бывших членов Соцпартии. Социал-демократия, либеральный социализм. Присоединилась к партии Левые демократы, образовав фракцию Лейбористы — Либеральные социалисты.
- Республиканская левая (итал. Sinistra Repubblicana, SR; 1994—1998). Основана членами левого крыла Республиканской партии во главе с Джорджо Боги, Джузеппе Айала и Либеро Гуальтьери, недовольными разрывом с Демократическим альянсом и вхождение в коалицию «Пакт Италии». Левый центр, социал-демократия, социальный либерализм. Присоединились к партии Левые демократы, образовав одноимённую левоцентристскую фракцию.
- Итальянская народная партия (итал. Partito Popolare Italiano, PPI; 1994—2002). Создана как преемник ХДП Италии. Центризм, христианская демократия, левые христиане. Влилась в партию «Маргаритка: Демократия — это свобода».
- Христианско-демократический центр (итал. Centro Cristiano Democratico, CCD; 1994—2002). Организована группой членов Итальянской народной партии, выступавших за союз с Сильвио Берлускони. Правый центр, христианская демократия. Объединился в Союз христианских демократов и центра.
- Партия федералистов (итал. Partito Federalista; 1994—2008). Создана группой членов «Лиги Севера» под названием Союз федералистов. Сменила название в 1995 году. Федерализм, конфедерализм. После смерти в 2001 году своего основателя, сенатора и политолога Джанфранко Мильо, фактически прекратила своё существование. Остатки партии объединились с Движением за автономию.
- «Вперёд, Италия» (итал. Forza Italia, FI; 1994—2009). Основана медиамагнатом Сильвио Берлускони с целью не допустить победы на выборах левых сил. Правый центр, христианская демократия, либеральный консерватизм, либерализм. Преобразована в партию «Народ свободы».
- Лига итальянских федералистов (итал. Lega Italiana Federalista, LIF; 1995—1996). Основана группой членов Лиги Севера, недовольных разрывом союза с Сильвио Берлускони. Федерализм, либерализм. После провала на выборах 1995 года самораспустилась. Большая часть лиги присоединились к партии Федералисты и либерал-демократы, другие к Союзу федералистов.
- Унитарное движение коммунистов (итал. Movimento dei Comunisti Unitari, CU; 1995—1998). Основана в результате раскола Партии коммунистического возрождения по вопросу поддержки правительства Ламберто Дини. Объединилось в партию Левые демократы.
- Объединённые христианские демократы (итал. Cristiani Democratici Uniti, CDU, 1995—2002). Организована группой членов Итальянской народной партии, выступавших за союз с Сильвио Берлускони. Правый центр, христианская демократия. В 1998 году вошли в состав Демократического союза за Республику, в 1999 году партия была восстановлена. Объединились в Союз христианских демократов и центра.
- Национальный альянс (итал. Alleanza Nazionale, AN; 1995—2009). Создан в результате трансформации Итальянского социального движения из крайнеправой неофашистской партии в правоконсервативную. Правые, консерватизм, постфашизм, национальный консерватизм, правый популизм. Вошла в состав партии«Народ свободы».
- Федералисты и либерал-демократы (итал. Federalisti e Liberaldemocratici, FLD; 1996). Создана в 1994 году как парламентская группа, объединившая депутатов от «Пакта Сеньи», Лиги Севера, «Вперёд, Италия», Союза центра и Южной лиги действий. Федерализм, либерализм. Объединилась с партией Союз центра.
- Демократический союз (итал. Unione Democratica, UD; 1996—1999). Создана на базе партии Демократический альянс. Левый центр, центризм, социал-демократия, либерализм, социальный либерализм. Влилась в партию Романо Проди Демократы.
- Итальянское обновление (итал. Rinnovamento Italiano, RI; 1996—2002). Основан премьер-министром Ламберто Дини при участии групп бывших либералов, социалистов, христианских демократов, республиканцев и социал-демократов как часть левоцентристской коалиции «Олива» во главе с Романо Проди. Центризм, либерализм. Влилась в партию «Маргаритка: Демократия — это свобода», образовав фракцию «Обновление».
- Реформисты за Европу (итал. Riformisti per l'Europa; 1997—1998). Сформирован группой членов Демократического союза, в основном бывших социалистов. Социал-демократия, европеизм. Присоединились к партии Левые демократы, образовав фракцию «Европейские реформисты».
- Христианские демократы за Республику (итал. Cristiani Democratici per la Repubblica, CDR; 1998). Создана в результате раскола Христианско-демократического центра сторонниками Франческо Коссиги из числа неоцентристов. Центризм, христианская демократия. Вскоре после создания вошли в состав Демократического союза за Республику.
- Демократический союз за Республику (итал. Unione Democratica per la Repubblica, UDR; 1998—1999). Основан в феврале 1998 года как коалиция группой депутатов-правоцентристов во главе с Франческо Коссига, Марио Сеньи и Клементе Мастелла с целью обеспечения большинства в парламенте для правительства Массимо д’Алема. Центризм, христианская демократия. В июне Христианские демократы за Республику, Объединённые христианские демократы и «Пакт Сеньи» объединились в единую партию. Из-за разногласий между Коссигой и Мастелла партия распалась в феврале 1999 года. Сторонники Мастеллы вошли в Союз демократов за Европу (UDEUR), сторонники Коссиги в Союз за Республику, часть членов восстановили партии Объединённые христианские демократы и «Пакт Сеньи», оставшиеся присоединились к Федерации либералов или к «Вперёд, Италия».
- Левые демократы (итал. Democratici di Sinistra, DS; 1998—2007). Основана на базе Демпартии левых сил при участии Социальных христиан, Унитарного движения коммунистов, Федерации лейбористов, Республиканской левой, Реформистов за Европу и Демократической федерации (Сардиния). Левый центр, социал-демократия, демократический социализм. Объединились в Демократическую партию.
- Итальянские демократические социалисты (итал. Socialisti Democratici Italiani, SDI; 1998—2007). Основана в результате слияния партии Итальянские социалисты, Социалистической лиги и социал-демократов, при участии части членов Федерации лейбористов и Социалистической партии. Левый центр, социал-демократия, демократический социализм, либеральный социализм, социальный либерализм. После раскола последователи Октавиана Дель Турко присоединились к Демократической партии, сторонники Энрико Боселли приняли участие в восстановлении Итальянской соцпартии.
- Союз за Республику (итал. Unione per la Repubblica, UpR; 1999—2001). Создана сторонниками Франческо Коссиги после распада Демократического союза за Республику. Центризм, христианская демократия. Большинство членов присоединились к «Вперёд, Италия».
- Демократы (итал. I Democratici; 1999—2002). Создана сторонниками Романо Проди. Центризм, социальный либерализм, христианская демократия, социал-демократия, левые христиане. Влилась в Демократическую партию, образовав фракцию «Оливисты».
- Список Бонино (итал. Lista Bonino; 1999—2004). Основан на базе партии Список Паннелла и назван по имени радикала Эммы Бонино (Еврокомиссар по вопросам гуманитарной помощи и защиты прав потребителей в 1995—1999). Радикализм, либертарианство, либерализм, экономический либерализм, европеизм. Преобразован в Список Кошиони.
- Европейская демократия (итал. Democrazia Europea, DE; 2000—2002). Основана членами Итальянской народной партии и Движения автономистов за Европу, неодемохристианами из Движения за возрождение Христианско-демократической партии и сторонниками сенатора Джулио Андреотти как альтернатива правоцентристскому «Дому свобод» и левоцентристской «Оливы». Цент
- Автономисты за Европу (итал. Autonomisti per l'Europa, ApE; 2000—2009). Образована группой членов Лиги Севера, исключёнными из партии. Автономизм, регионализм, федерализм, либерализм, христианская демократия. В 2000—2002 годах входили в состав партии Европейская демократия. Не сумев стать альтернативой Лиге Севера фактически распалась.ризм, христианская демократия, европеизм. Объединились в Союз христианских демократов и центра.
- «Маргаритка: Демократия — это свобода» (итал. Democrazia è Libertà – La Margherita; 2002—2007). Создана в результате слияния Итальянской народной партии, партий «Демократы» и «Итальянское обновление» во главе с бывшим мэром Рима Франческо Рутелли. Центризм, левые христиане, социальный либерализм, христианская демократия, социал-демократия. Объединились в Демократическую партию.
- Пакт либерал-демократов (итал. Patto деи Liberaldemocratici, PLD; 2003—2006). Другие названия — Пакт—Либерально-демократическая партия и Пакт Сеньи—Сконьямильо. Создан политиками Марио Сеньи, Карло Сконьямильо и Микеле Косса (лидер Сардинских реформаторов) как альтернатива правоцентристскому «Дому свобод» и левоцентристской «Оливы». Центризм, либерализм, христианская демократия. После поражения на выборах в Европейского парламента в 2004 году фактически прекратил своё существование.
- Список Кошиони (итал. Lista Coscioni; 2004—2005). Создан на базе партии Список Бонино при участии Ассоциации Луки Кошиони за свободу научных исследований. Радикализм, либертарианство, либерализм, экономический либерализм, антиклерикализм. Влились в партию Итальянские радикалы.
- Демократическая левая (итал. Sinistra Democratica, SD; 2007—2010). Создана группой членов партии Левые демократы, недовольными объединением в Демократическую партию. Демократический социализм, зелёная политика. Объединились в партию «Левые, экология, свобода».
- Критическая левая (итал. Associazione Sinistra Critica, SC; 2008—2013). До января 2008 года действовало как троцкистское течение внутри Партии коммунистического возрождения. Марксизм, троцкизм, социалистический феминизм, экосоциализм. Ядро — ассоциация «Красное знамя», входящая в Четвёртый интернационал. «Критическая левая» самораспустилась, большинство членов перешли на антипартийные позиции, но сохранили связи с интернационалом.
- Движение за левых (итал. Movimento per la Sinistra, MPS; 2009—2010). Образовано Ники Вендолой в результате раскола Партии коммунистического возрождения. Социализм, коммунизм. Объединились в партию «Левые, экология, свобода».
- «Народ свободы» (итал. Il Popolo della Libertà, PdL; 2009—2013). Основана Сильвио Берлускони в 2007 году как федерация правыоцентристских и правых партий, в том числе «Вперёд, Италия» и Национальный альянс, для участия в выборах 2008 года. Затем преобразована в единую партию. Правый центр, либеральный консерватизм, христианская демократия, либерализм. 28 июня 2013 года Берлускони объявил о возрождении партии «Вперёд, Италия» и превращении «Народа свободы» в правоцентристскую коалицию.